# Perilampus shencottus
Perilampus shencottus är en stekelart som beskrevs av Mani och Kaul 1974. Perilampus shencottus ingår i släktet Perilampus och familjen gropglanssteklar. Inga underarter finns listade i Catalogue of Life.